# Justine W. Polier

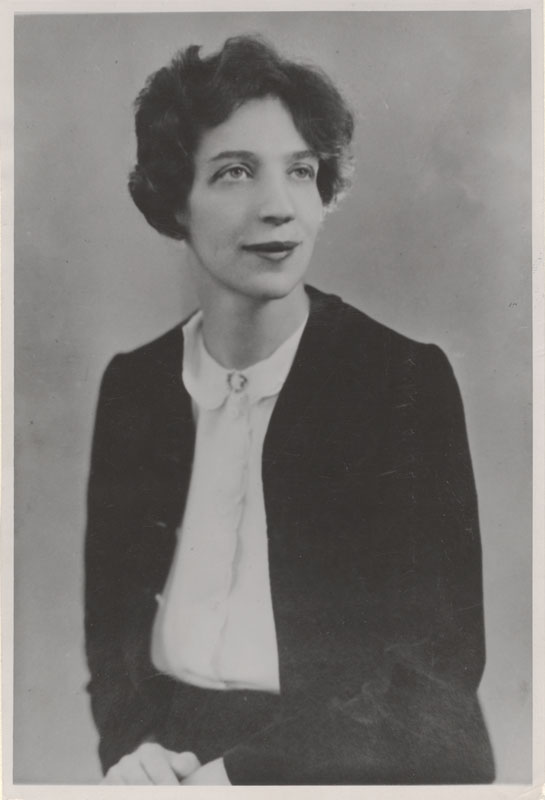
Justine Wise Polier

Justine Wise Polier (geboren 12. April 1903 in Portland (Oregon); gestorben 31. Juli 1987 in New York City) war die erste Richterin des Bundesstaates New York.
Als selbsterklärte Aktivistin nutzte sie ihre Position am Familiengericht 38 Jahre lang für den Kampf für Arme und Entrechtete.

## Leben
Justine Wise wurde am 12. April 1903 in Portland, Oregon als Tochter des US-amerikanischen Rabbiners und Zionisten Stephen Wise und dessen Frau Louise Waterman Wise geboren.
Ihr Vater war ein prominenter Rabbiner und 1918 Mitbegründer des American Jewish Congress und 1909 Mitbegründer der National Association for the Advancement of Colored People.
Er war ein führender Befürworter eines jüdischen Staates und Unterstützer von Arbeiter-Rechten. Ihre Mutter war Künstlerin und Sozialarbeiterin, 1916 gründete sie den Ausschuss für Adoptionen der heutigen Stephen Wise Free Synagogue in Manhattan.
Als junge Frau studierte Justine Wise Arbeitgeber-Arbeitnehmerbeziehungen und setzte sich für Arbeitnehmerrechte ein, sie arbeitete im Elizabeth Peabody House, einer Einrichtung in der Art des Hull House und in einer Textilfabrik. Sie besuchte die Horace Mann High School, das Bryn Mawr College, das Radcliffe College und das Barnard College.
1925 schrieb sie sich an der Yale Law School ein und wurde schließlich Herausgeberin des Yale Law Journal. 1926 pendelte sie, um den Streik in Passaic zu unterstützen.

## Karriere
Da sie Sozialrecht gegenüber der Tätigkeit als Anwältin bevorzugte, arbeitete sie als erste Frau als Schiedsrichterin und ab 1934 als Assistant Corporate Council bei der staatlichen Unfallversicherung.
1935 machte sie der Bürgermeister New Yorks Fiorello LaGuardia zur Richterin am Familiengericht und sie wurde im Alter von 32 Jahren als erste Frau Richterin im Staat New York.
In ihrer Zeit als Richterin war Polier tief involviert in den Kampf gegen die de facto herrschende Segregation im Schulsystem New Yorks und den institutionellen Rassismus in anderen Bereichen des öffentlichen Sektors.
Später arbeitete Polier mit Organisationen wie dem Citizens’ Committee for Children oder der Field Foundation of New York daran, die Angebote für Kinder in Not sowie deren Familien zu erweitern. Die von ihrer Mutter gegründete Adoptionsagentur benannte sie um in „Louise Wise Services“; 1946 wurde sie deren Präsidentin. Außerdem engagierte sie sich für die Wiltwyck School, eine Schule für psychisch auffällige oder straffällig gewordene Kinder.

## Persönliches und Tod
Poliers erster Ehemann war Leon Arthur Tulin, ein Professor für Strafrecht an der Yale University. Er starb 1932 an Leukämie.
Im selben Jahr traf sie Shad Polier bei der International Juridical Association, einer vom Komitee für unamerikanische Umtriebe als kommunistisch eingestuften juristischen Vereinigung. Sie heirateten 1937.
Justine Polier war tief beeinflusst von der jüdischen Tradition, sich dem Kampf für Gerechtigkeit zu widmen. Für sie bedeutete das wie für ihre Eltern, dass sie überzeugte Zionistin war. Sie war Präsidentin des American Jewish Congress und Präsidentin von dessen Frauen-Abteilung. Sie glaubte auch, dass Pluralismus und die Trennung von Staat und Kirche die Essenz des Amerikanischen seien.
Poliers Engagement für Gerechtigkeit machte sie ihr Leben lang zu einer Anwältin armer Frauen und Kinder. In den 1920ern setzte sie sich für die Arbeiterinnen in Passaic, New Jersey, ein. In den 1980ern verurteilte sie das bundesweite Verbot, Abtreibungen für arme Frauen finanziell zu bezuschussen, und verbrachte die Zeit nach ihrer Pensionierung damit, für den Children’s Defense Fund die nationale Politik des Jugendstrafrechts zu beobachten und zu prüfen. Poliers Gerechtigkeitsideal beruhte auf Empathie. Gleichzeitig bestand sie darauf, dass Mitleid wertlos sei, wenn es nicht begleitet werde von einem Engagement für Gerechtigkeit. Obwohl sie nur einige Jahre am Familiengericht verbringen wollte, blieb sie dort schließlich fast vier Jahrzehnte lang.
Justine Wise und Leon Tulin hatten einen Sohn, mit Shad Polier bekam sie eine Tochter und einen Sohn.
Justine Polier starb am 31. Juli 1987 in New York City.

## Rezeption
Das 1944 unter anderen von Eleanor Roosevelt und ihr selbst gegründete New Yorker Citizens' Committee for Children veranstaltet seit 2012 regelmäßig das „Justine Wise Polier Symposium“.

## Publikationen (Auswahl)
- Justine Wise Polier: Juvenile Justice in Double Jeopardy. The Distanced Community and Vengeful Retribution. Erlbaum, Hillsdale, NJ 1989, ISBN 978-0-8058-0462-1 (englisch).
- Justine Wise Polier: A View from the bench. The juvenile court. New York Nat. Council on Crime and Delinquency, 1964 (englisch).